# Teatre Nacional de Sarajevo
El teatre Nacional de Sarajevo (en bosnià i serbi, Narodno pozorište Sarajevo, Народно позориште Сарајево; en croat Narodno kazalište Sarajevo) és un edifici d'estil neorenaixentista que es troba al centre de la ciutat de Sarajevo, a Bòsnia i Hercegovina. Representa un exemple destacable de l'arquitectura de l'Imperi Austrohongarès, construït entre els anys 1897 i 1898 sota el disseny de l'arquitecte Karel Pařík tot i que no s'inaugurà fins al 1921, i està catalogat com a monument nacional del país.

## Història
L'acte d'inauguració oficial de la sala, el novembre de 1921, fou a càrrec de Branislav Nušić, aleshores cap del Departament d'Art del Ministeri d'Educació, amb una variada programació de música i obres dramàtiques. El 9 de novembre de 1946 va començar la l'activitat artística de l'Òpera de Sarajevo a l'edifici, amb l'estrena de l'obra del compositor txec Bedřich Smetana, La núvia venuda. El mateix any també fou fundat el Ballet de Sarajevo però la seva primera actuació es postposà fins al maig de 1950 amb la representació de La collita del compositor croat Boris Papandopulo.